# Капела де' Пиченарди
Капѐла де' Пичена̀рди (на италиански: Cappella de' Picenardi, на местен диалект: la Capela, ла Капела) е село и община в Северна Италия, провинция Кремона, регион Ломбардия. Разположено е на 42 m надморска височина. Населението на общината е 434 души (към 2016 г.).